# Benedykt Kozieł

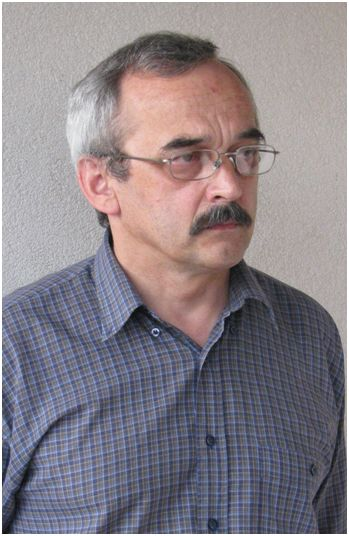
Benedykt Kozieł

Benedykt Stanisław Kozieł (ps. Stanisław Kem, ur. 6 lutego 1959 w Połańcu) – polski poeta, współpracownik lokalnych pism społeczno-kulturalnych, animator kultury. Członek Związku Literatów Polskich.

## Życiorys
Urodził się w Połańcu, gdzie obecnie mieszka. Studiował ekonomię w Wyższej Szkole Inżynierskiej w Radomiu (obecnie Uniwersytet Technologiczno-Humanistyczny im. Kazimierza Pułaskiego w Radomiu) i politykę rynku pracy na Uniwersytecie Warszawskim. Pracował w Wojewódzkim Domu Kultury w Radomiu i Urzędzie Wojewódzkim w Tarnobrzegu. Obecnie jest dyrektorem Powiatowego Urzędu Pracy w Staszowie.
Jako poeta debiutował w 1981 roku. W okresie studiów był współzałożycielem grup literackich Rozstaje i Łuczywo. Wiersze publikował w prasie regionalnej i ogólnopolskiej, kilkunastu wydawnictwach zbiorowych oraz Polskim Radiu.

## Twórczość

### Publikacje zwarte
- Przestąpiłem progi patrzeń, Wojewódzki Dom Kultury, Radom 1986
- W agrafce przestrzeni, Stowarzyszenie Grupa Literacka „Łuczywo”, Urząd Wojewódzki, Radom 1992
- Ty mówiłaś słowa wieczne, wstęp Dorota Kozioł, Prywatna Agencja Informacji Regionalnej Myjakpress, Sandomierz 1992 (ISBN 83-900649-2-8)
- To co jest, posłowie Zdzisław Tadeusz Łączkowski, Staszowskie Towarzystwo Kulturalne, Staszów 2000 (ISBN 83-87215-37-6)
- W Niekurzy i gdzie indziej, posłowie Stanisław Nyczaj, Oficyna Wydawnicza Ston 2, Kielce 2007 (ISBN 978-83-7273-209-5)
- Otoczyła mnie miłość, posłowie Stanisław Nyczaj, rysunki Anna Biernat, Oficyna Wydawnicza Ston 2, Kielce 2009 (ISBN 978-83-7273-378-8)
- Słowem w wodę – wybór wierszy, wybór wierszy i przedmowa Jan Zdzisław Brudnicki, wypowiedzi krytyków, Oficyna Wydawnicza Ston 2 Kielce 2010 (ISBN 978-83-7273-292-7)

### Publikacje w edycjach zbiorowych
- Na biegunie, Labirynt, w Ogon Pegaza 81. Arkusz poetycki konkursu literackiego „O Lewe Skrzydło Pegaza”, SZT „Współtworzenie”, Radom 1981
- Pytania, Inaczej, xxx (w ciszy usłyszysz), Akademia,, [w:] Wyłowione z ciszy – wiersze poetów radomskich, wstęp i wybór Marian Grześczak, nota Adolf Krzemiński, WKiS UW w Radomiu, Radom 1988, s. 17-18
- Nasz wiersz, Obraz jesienny, Wczoraj, xxx (ćma), xxx (jesień), [w:] Almanach Grupy Poetyckiej Łuczywo, wybór: Zdzisław Antolski, WKiS UW w Radomiu, Radom 1988, s. 19-21
- Punkt wyjścia, Cokolwiek czynię, To co jest,, [w:] 33 wiersze Grupy Poetyckiej Łuczywo, wybór i fraszki Adolf Krzemiński, karykatury Jan Tomasz Oko, Grupa Poetycka „Łuczywo”, WOKiR UM w Radomiu, Radom 1991, s. 15-16
- Obszary wolności, Moje sny,, [w:] Wiatr w szuwarach. Antologia poetów ziemi radomskiej, wybór: Krzysztof Karasek, Krzysztof Pysiak, Tadeusz J. Żółciński, wstęp: Krzysztof Karasek, SGL „Łuczywo”, UW w Radomiu, Radom 1993, s. 34
- W rocznicę, Przyszły do mnie, Słowa,, [w:] Almanach staszowski, Staszowskie Towarzystwo Kulturalne, Staszów1994, s. 157
- Przed i po, Ewangelia nocy, Co ja tu robię, Nasze niewiadome, Tak zimno,, [w:] Spojrzenia 2 – almanach poetycki, Wydawnictwo Sztafeta, Stalowa Wola 1994, s. 38-40
- W środku tajemnicy, Wtopiony w istotę, Bardzo blisko wyobraźni, Kosiarz, Nie było drogi,, [w:] Nad Czarną. Staszowski almanach literacki, wybór i opracowanie: Stanisław Rogala, Maciej A. Zarębski, Staszowskie Towarzystwo Kulturalne, Staszów 1997, s. 19-21
- W Radomiu, Fotografie radomskie,, [w:] Radomskie w poezji i fotografii, wstęp: Roman Śliwonik, Jan Zdzisław Brudnicki, Mieczysław Cybulski, SGL „Łuczywo”, RTF, Radom 1998, s. 20-21
- Nie dla postu,, [w:] Radomskie sacrum w poezji i fotografii, wybór: Roman Śliwonik, wstęp: Adolf Krzemiński, Leszek Jastrzębiowski, SGL „Łuczywo”, RTF, Radom 1999, s. 26
- Nie dla postu, Patrzę w dłonie, W środku tajemnicy, [w:] O dzban czarnoleskiego miodu. Pokłosie Ogólnopolskiego Konkursu Literackiego 1992-2001, Stowarzyszenie Oświatowe Sycyna 2002, s. 32-33
- Których znam, Krótki rachunek, 2019 po Chrystusie, [w:] Antologia utworów współczesnych pisarzy regionu Świętokrzyskiego. Wydanie polsko-angielskie, Związek Literatów Polskich – Oddział w Kielcach, Kielce 2003, s. 102-107
- Cokolwiek czynię, Jak w wodzie, [w:] Radomskie w poezji i fotografii. Śladami i z inspiracji Jana Kochanowskiego, wstęp: Ewa Kutyła, Adolf Krzemiński, Leszek Jastrzębiowski, SGL „Łuczywo”, RTF, Radom 2005, s. 24-26
- Nad cytatem, Twoje okna, [w:] Dziesięć muz. Pokłosie X Konkursu Staffowskiego, Oficyna Wydawnicza Radostowa, Starachowice 2007, s. 67-68
- Nad wodą, Wrastamy, [w:] Radomskie w poezji i fotografii. Piękno południowego Mazowsza, wstęp: Adolf Krzemiński, Leszek Jastrzębiowski, SGL „Łuczywo”, RTF, Radom 2008, s. 28-29
- W Staszowie, Do klasztoru, U Regułów, Rytwiany-Pan Karp AD2009, Wiązownica Dzięki, Kurozwęki, Z Połańca, Nad Wisłą,, [w:] Słowo i Obraz. Staszowskie Lato Literackie 2009, Oficyna Wydawnicza Ston 2, Staszów-Kielce 2009, s. 24-30
- Stare domy, [w:] 30 lat. Stowarzyszenie Grupa Literacka „Łuczywo” 1981-2011, SGL „Łuczywo”, Wydawnictwo Inserat, Radom 2011, s. 3
- Kontury, Stare domy,, [w:] Nasza Mała Ojczyzna. Południowe Mazowsze. Liryczny pejzaż., wstęp: Leszek Żuliński, Jan Zdzisław Brudnicki, SGL „Łuczywo”, RTF, Radom 2012, s. 32-33
- U podnóża ruin, Drzewa, W Połańcu, Ślad, [w:] Staszowskie Lato Literackie 2010-2011, Oficyna Wydawnicza Ston 2, Kielce-Staszów 2012, s. 52-53

## Nagrody
- III nagroda w konkursie literackim „O lewe skrzydło Pegaza” (Radom 1981)
- nagroda specjalna za zestaw wierszy o tematyce marynistycznej w Ogólnopolskim Konkursie Literackim „Mikołajek Nadmorski” (Słupsk 1989)
- III nagroda w III Ogólnopolskim Konkursie Literackim „O dzban czarnoleskiego miodu” (Czarnolas 1994)
- II nagroda w kategorii tomik poetycki w X Ogólnopolskim Konkursie Literackim im. L. Staffa (Starachowice 2007)
- Świętokrzyska Nagroda Kultury 2010 – w uznaniu dokonań wzbogacających dorobek kulturalny województwa świętokrzyskiego
- Złoty Krzyż Zasługi – za działalność literacko-kulturalną i osiągnięcia twórcze

## Ważniejsze opracowania o twórczości Benedykta Kozieła
- Zdzisław Tadeusz Łączkowski, Świat potrzebuje wartości, posłowie do tomiku „To co jest”, STK Staszów 2000, s. 60-61
- Anna M. Pawlak, Wszystkie barwy codzienności, „Tygodnik Czas Powiśla” 2000, nr 33(36), s. 10
- Marcin Kozłowski, To co jest – o poezji Benedykt Kozieła, „Zdrój” 2000, nr 1, s. 24
- Antoni Dąbrowski, Benedykt Kozieł. Szkic do portretu, „Radostowa” 2005, nr 4-5 (87-88), s. 42-43
- Stanisław Nyczaj, Magiczne miejsca, posłowie do tomiku „W Niekurzy i gdzie indziej”, Oficyna Wydawnicza Ston 2 Kielce 2007, s. 70-73 oraz „Świętokrzyski Kwartalnik Literacki” 2009, nr 3-4(25-26), s. 119-120
- Antoni Dąbrowski, Niekurza znaczy wszechświat, „Radostowa” 2008, nr3-4(122-123), s. 15
- Paweł Chmielewski, Mała ojczyzna Benedykta K., „Świętokrzyski Miesięcznik Kulturalny Teraz” 2008, nr 6(54), s. 17
- Stanisław Nyczaj, W blasku miłości jak dobrej nowinie, posłowie do tomiku „Otoczyła mnie miłość”, Oficyna Wydawnicza Ston 2 Kielce 2009, s. 73-76 oraz „Świętokrzyski Kwartalnik Literacki” 2009, nr 3-4(25-26), s. 121-122 i „Radostowa” 2009, nr 7-8(137-138) s. 39
- Jan Zdzisław Brudnicki, Codzienność niecodzienna, przedmowa do tomiku „Słowem w wodę”, Oficyna Wydawnicza Ston 2 Kielce 2010, s. 5-8
- Zofia Korzeńska, Postawa miłości, „Świętokrzyski Miesięcznik Kulturalny Teraz” 2010, nr 9(81), s. 16
- Krystyna Cel, Wektory czasu i przestrzeni, „Świętokrzyski Kwartalnik Literacki” 2010, nr 3-4(29-30), s. 43-45
- Krystyna Cel, Wobec tajemnicy istnienia. Portret literacki Benedykta Kozieła, Oficyna Wydawnicza Ston 2, Kielce 2011
- Krystyna Cel, Nad liryką Benedykta Kozieła, [w:] „Między dawnymi i młodszymi laty”, Oficyna Wydawnicza Ston 2 Kielce 2011, s. 66-71
- Jadwiga Szyszka, To nasz świat, „Powiat Staszowski” 2012, nr 49, s. 42-43
- Zdzisława Banaś, Lustra metafizycznej pełni, „Świętokrzyski Kwartalnik Literacki” 2012, nr 1-4(35-38), s. 231-232